# Veszprém
Veszprém (Vesprím em eslovaco) é uma cidade e um condado urbano (megyei jogú város em húngaro) da Hungria, às margens do rio Séd, a aproximadamente 110 km de Budapeste e 15 km do lago Balaton. Veszprém é a capital do condado de Veszprém e uma das cidades mais antigas do país.
A cidade tornou-se a primeira diocese da Hungria em 1009, elevada a arquidiocese em 1993. Veszprém foi uma das primeiras cidades da Hungria dotada de uma universidade, destruída num incêndio em 1276.

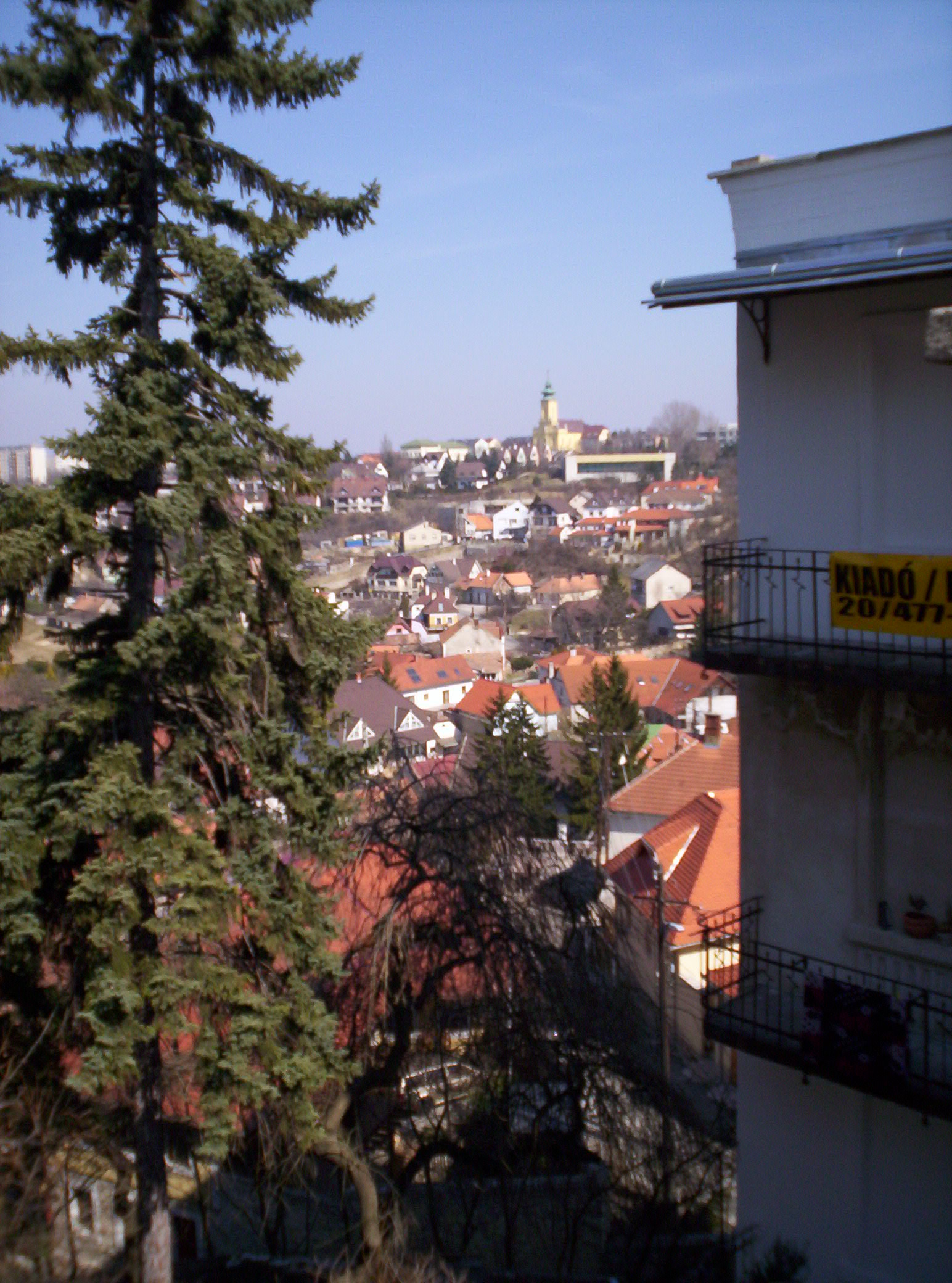
Veszprém vista do castelo.

Um notário do Rei Bela III (Béla III em húngaro) registrou a existência de um castelo no local quando da chegada dos magiares, provavelmente uma fortaleza franca do século IX. O nome da cidade vem da palavra eslava Bezprym, originalmente um nome próprio. A cidade recebeu o nome de um chefe tribal ou o do filho da Princesa Judite (filha mais velha de Santo Estêvão), que se estabeleceu ali após haver sido expulsa pelo marido, Boleslau I da Polônia, juntamente com seu filho.